# SKOT
Obrněný transportér OT-64  (SKOT je akronym slov: Střední Kolový Obrněný Transportér či Średni Kołowy Opancerzony Transporter) byl společný československo-polský projekt obojživelného obrněného transportéru. První práce na vývoji začaly roku 1959, v tomtéž roce byl postaven první prototyp, který dostal název SKOT. První zkušební série byla vyrobena roku 1961 a do armád obou spolupracujících států byl stroj zařazen roku 1964. Výroba probíhala v Polsku, přičemž řada komponentů (například motor Tatra, převodovka Praga a podvozek) byla dodávána z Československa.
Transportér měl pohon všech osmi, na lichoběžníkových ramenech s vinutými válcovými pružinami nezávisle uložených kol, centrální huštění pneumatik, dvě spřažené řiditelné přední nápravy a další moderní agregáty. Pohon na vodní hladině obstarávaly 2 lodní šrouby. Výzbroj tvořil 14,5mm velkorážní kulomet KPVT se spřaženým kulometem SGMT ráže 7,62 mm, nebo 12,7mm protiletadlový kulomet NSV a 7,62mm kulomet PKT. Dodnes se užívá v zahraničních misích většinou jako zdravotní verze. Dva stroje, upravené na hasičská vozidla, mají civilní uživatele.

## Verze vozidla OT-64
- OT-64A - základní neozbrojená verze
- ŚKOT-1 - Polské označení základní verze (Średni kolowy opancerzony transporter). Na rozdíl od čs. verze měla polská na střeše na otočné lafetě nainstalovaný 7,62mm kulomet. Část vozidel byla také vybavena odpalovacím zařízením pro PTŘS AT-3 Sagger.
- ŚKOT-2 - Polská verze se 7,62mm nebo 12,7mm kulometem na otočné lafetě ve střední části korby. Kulometčík byl z boků a zezadu chráněn pancéřovými štíty.
- OT-64-2A/ŚKOT-2A - Verze, která se liší od základu pouze věží, jež je popsána výše, a menšími drobnostmi popsanými v textu.

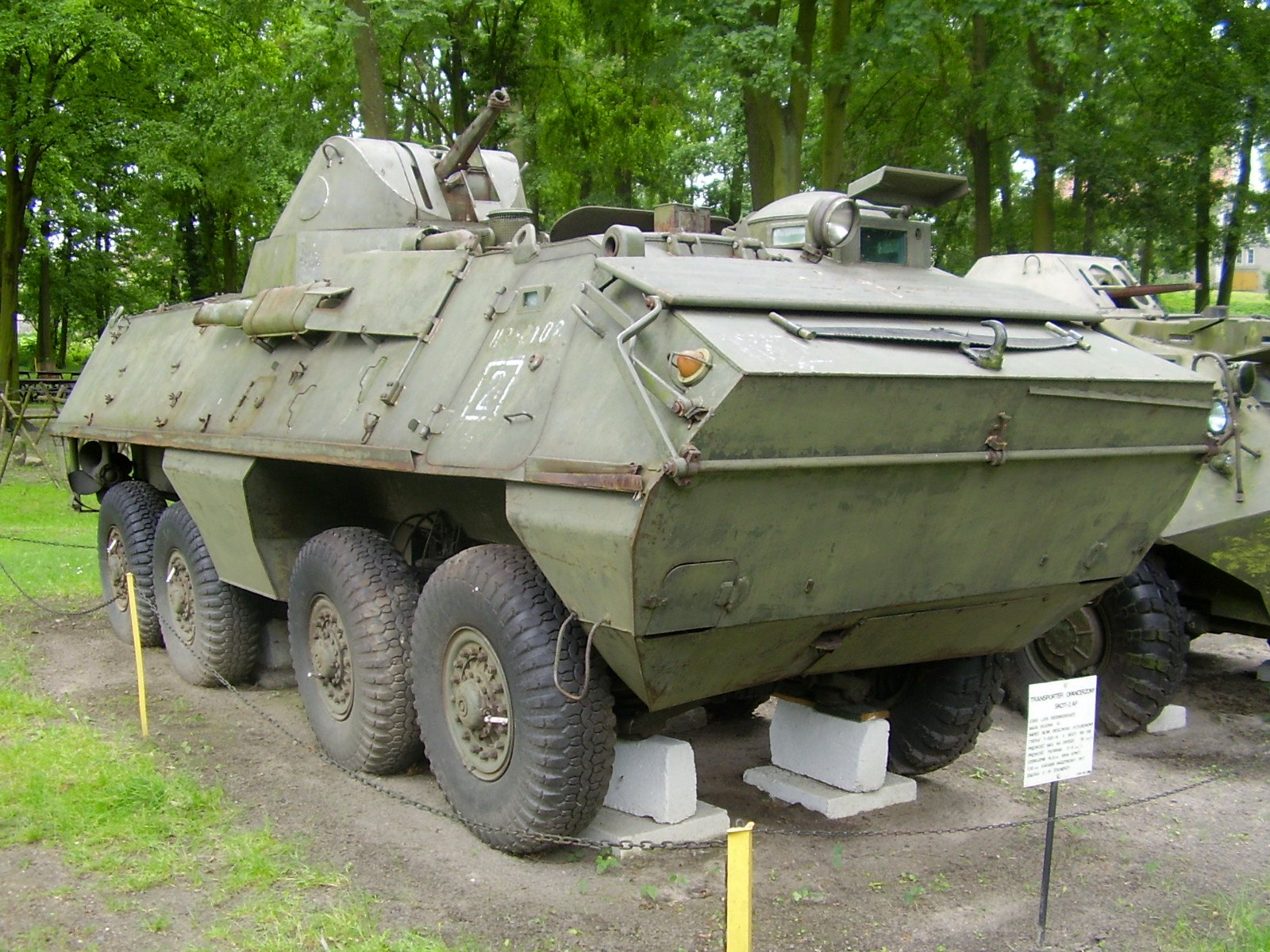
SKOT-2AP

- ŚKOT-2AP - Polská verze s novou věží s náměrem až +89,5°. Část vozidel byla vybavena odpalovacím zařízením pro PTŘS AT-3 Sagger.
- DTP-64/ŚKOT WPT - Jedná se o opravárenské verze s rozebíratelnou konstrukcí pro jeřáb, navijákem v předním pancíři, demontovatelným kladkostrojem a speciální opravárenskou výstrojí.

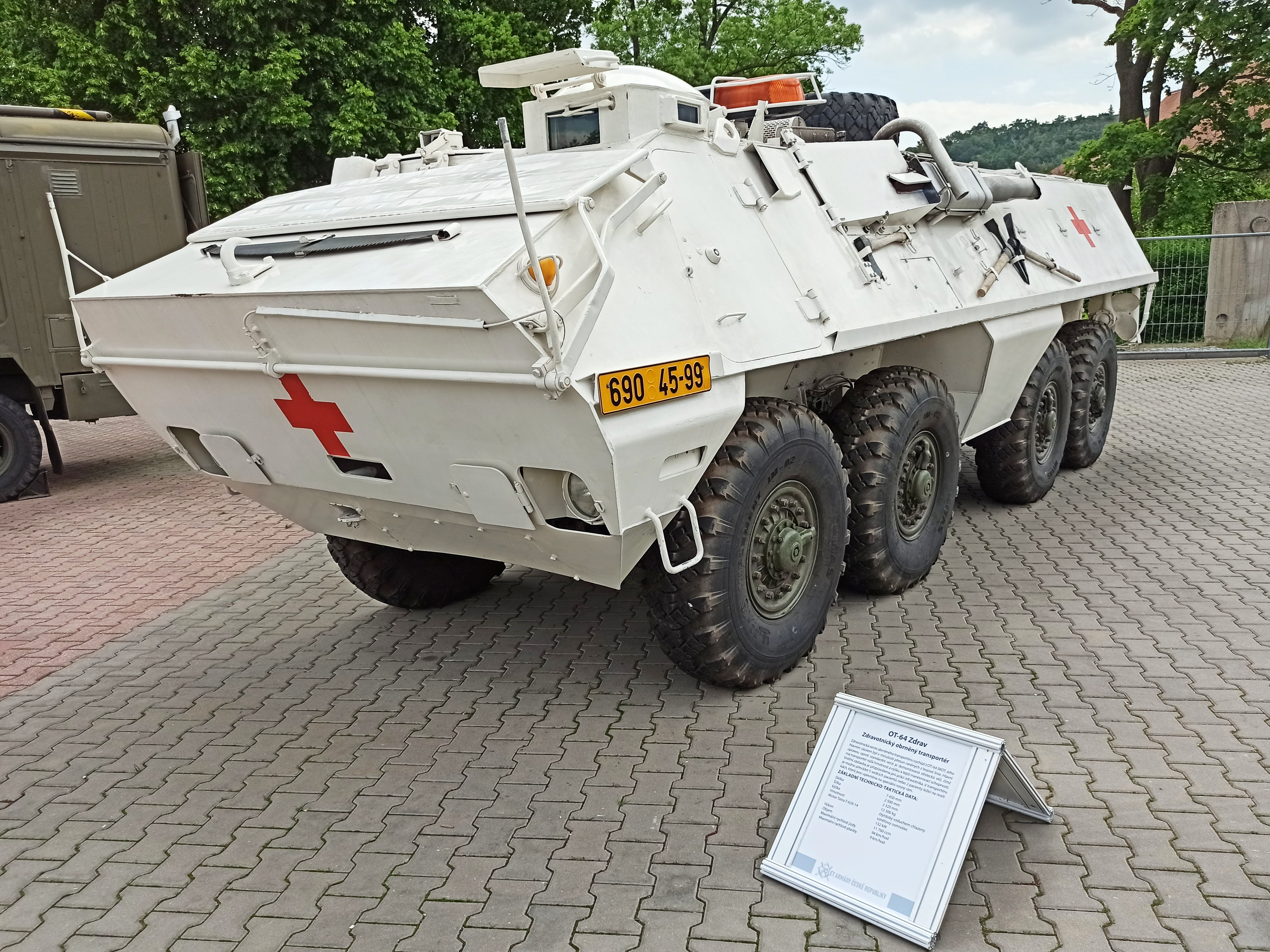
OT-64 ZDRAV

- OT-64 ZDRAV - Sanitní provedení obrněného transportéru OT-64 vyrobené v neznámém počtu kusů (výskyt zaznamenán v r. 1975 u Motostřeleckého VÚ v Domažlicích a kolem r.1977 u Motostřeleckého VÚ Bor u Tachova). Tato verze měla demontovanou věž, vnitřní vybavení pak bylo přizpůsobeno pro práci lékaře. Uvnitř bylo možné převážet 5 sedících nebo 2 pacienty ležící na nosítkách upevněných na speciální nosný rám.
- *OT-64R2/R2M/R3MT/R4MT - Velitelské a spojovací verze na bázi OT-64. Prostor výsadku byl rozdělen na velitelské stanoviště se čtyřmi muži a pracoviště dvou radistů. Vnitřek je vybaven hlukovou i tepelnou izolací, elektronickým a spojovacím zařízením Na korbě jsou antény a několik přepravních kontejnerů. V osmistěnu bez věže je v přední a bočních stěnách 5 průzorů, na jeho střeše se pak nachází průlez s dvojicí, do stran otevíraných, poklopů.

Verze OT64-R2 - Velitelské pracoviště velitele motostřeleckého praporu - byla v přední části zadního prostoru osazena otočnou kulometnou věží a v zadní části radiopracovištěm. Vozidla spojovacích verzí byla zpravidla osazena telefonní ústřednou pro obsluhu až 10 externích linek s polními telefony (TP), z nichž 5 mohlo dálkově ovládat radiostanice, osazené podle verze vozidla. Posádka mohla provádět i spojení pomocí ručně ovládané retranslace (příjem jednou stanicí, předání a současné vysílání druhou stanicí na rozdílném kmitočtu - tím zvýšit dosah spojení).
V označení znamená písmeno "T" možnost osazení vozidla utajovačem, sloužícím k šifrování (modulaci) fonického (mluvené slovo) spojení.
- OT-64UMU - Speciální verze na bázi OT-64 určená k povrchovému minování prostorů (UMU - univerzální minový ukladač). Tato verze byla vybavena protitankovými minami uvnitř vozidla a skluzem S-III pro pokládání min ústícím ze zadních dveří na pravé straně.

## Technické údaje
- Motor: vzduchem chlazený vznětový osmiválec do V Tatra T-928-14 (odvozený z řady T 138) o objemu 11 760 cm³.
- Převodovka: Praga Wilson s předvoličem, 5+1 rychlostní stupeň

## Uživatelé

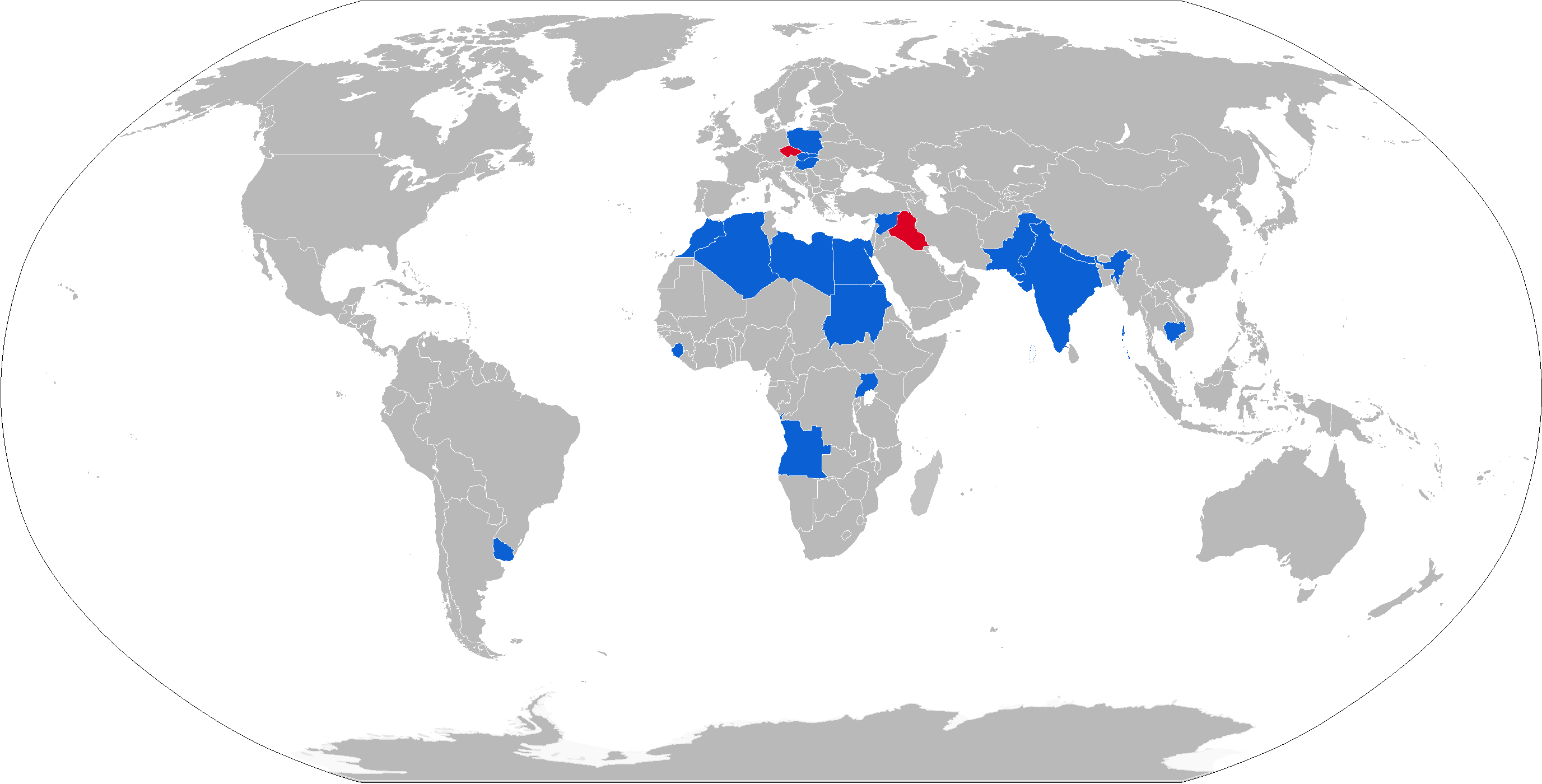
Uživatelé OT-64 SKOT ve světě

- Alžírsko - 150 ks od SR z r. 1994
- Angola - 9 ks od SR z r. 1994
- Indie
- Irák
- Libye
- Kambodža - 26 ks z ČR z r. 1995
- Maďarsko
- Maroko
- Polsko
- Sierra Leone - 10 ks od SR z r. 1994
- Slovensko po rozdělení státu připadla slovenské armádě i část OT-64 a během 90. let získalo další stovky nákupem v ČR (150 r. 1994, 100 r. 1998). Slováci SKOTy odprodávali do dalších, především afrických, zemí.
- Súdán
- Sýrie
- Uganda - 9 ks od SR z r. 1994
- Uruguay - 60 ks z ČR z r. 1995 a 30 z r. 1999